# El Borj
El Borj  (in arabo البرج‎?) è un centro abitato e comune rurale del Marocco situato nella provincia di Khénifra, regione di Béni Mellal-Khénifra. Conta una popolazione di 3 812 abitanti (censimento 2014).